# Punta Open 2024 - Doppio
Il doppio del torneo di tennis professionistico Punta Open 2024, facente parte della categoria Challenger 75 nell'ambito dell'ATP Challenger Tour 2024, si è giocato dal 22 al 28 gennaio a Punta del Este, in Uruguay. Orlando Luz e Rafael Matos erano i detentori del titolo ma solo Luz ha scelto di partecipare in coppia con Marcelo Zormann.
In finale Murkel Dellien e Federico Agustín Gómez hanno sconfitto Guido Andreozzi e Guillermo Durán con il punteggio di 6–3, 6–2.

## Teste di serie
1. Boris Arias /  Federico Zeballos (quarti di finale)
2. Guido Andreozzi /  Guillermo Durán (finale)

1. Orlando Luz /  Marcelo Zormann (primo turno)
2. Murkel Dellien /  Federico Agustín Gómez (campioni)

## Wildcard
1. Ignacio Carou /  Franco Roncadelli (primo turno)

1. Federico Aguilar Cardozo /  Joaquín Aguilar Cardozo (primo turno)

## Alternate
1. Ivan Gakhov /  Svyatoslav Gulin (primo turno)
2. Timo Stodder /  Alexander Weis (primo turno)

1. Radu Albot /  Alexander Cozbinov (quarti di finale)

## Tabellone

### Legenda
| - Q = Qualificato - WC = Wild card - LL = Lucky loser | - ALT = Alternate - SE = Special Exempt - PR = Protected Ranking | - w/o = Walkover - r = Ritirato - d = Squalificato |

|  | Primo turno | Primo turno                         | Primo turno                         | Primo turno | Primo turno |  |  | Quarti di finale | Quarti di finale               | Quarti di finale             | Quarti di finale    | Quarti di finale    |    |   | Semifinali | Semifinali                            | Semifinali                            | Semifinali                      | Semifinali                      |   |   | Finale | Finale | Finale | Finale | Finale |  |
|  |             |                                     |                                     |             |             |  |  |                  |                                |                              |                     |                     |    |   |            |                                       |                                       |                                 |                                 |   |   |        |        |        |        |        |  |
|  | 1           | B Arias F Zeballos                  | B Arias F Zeballos                  | 6           | 6           |  |  |                  |                                |                              |                     |                     |    |   |            |                                       |                                       |                                 |                                 |   |   |        |        |        |        |        |  |
|  | Alt         | T Stodder A Weis                    | T Stodder A Weis                    | 1           | 3           |  |  | 1                | B Arias F Zeballos             | B Arias F Zeballos           | 3                   | 2                   |    |   |            |                                       |                                       |                                 |                                 |   |   |        |        |        |        |        |  |
|  |             | E Lavagno N Sánchez Izquierdo       | E Lavagno N Sánchez Izquierdo       | 5           | 3           |  |  |                  | J Schnaitter M Wallner         | J Schnaitter M Wallner       | 6                   | 6                   |    |   |            |                                       |                                       |                                 |                                 |   |   |        |        |        |        |        |  |
|  |             | J Schnaitter M Wallner              | J Schnaitter M Wallner              | 7           | 6           |  |  |                  |                                |                              |                     |                     |    |   |            | J Schnaitter M Wallner                | J Schnaitter M Wallner                | 3                               | 4                               |   |   |        |        |        |        |        |  |
|  | 4           | M Dellien FA Gómez                  | M Dellien FA Gómez                  | 6           | 7           |  |  |                  |                                | 4                            | M Dellien FA Gómez  | M Dellien FA Gómez  | 6  | 6 |            |                                       |                                       |                                 |                                 |   |   |        |        |        |        |        |  |
|  | Alt         | I Gakhov S Gulin                    | I Gakhov S Gulin                    | 1           | 64          |  |  | 4                | M Dellien FA Gómez             | 6                            | 62                  | [10]                |    |   |            |                                       |                                       |                                 |                                 |   |   |        |        |        |        |        |  |
|  |             | H Casanova S Rodríguez Taverna      | 6                                   | 65          | [10]        |  |  |                  | H Casanova S Rodríguez Taverna | 3                            | 7                   | [7]                 |    |   |            |                                       |                                       |                                 |                                 |   |   |        |        |        |        |        |  |
|  | WC          | I Carou F Roncadelli                | 4                                   | 7           | [7]         |  |  |                  |                                |                              |                     |                     |    |   | 4          | Murkel Dellien Federico Agustín Gómez | Murkel Dellien Federico Agustín Gómez | 6                               | 6                               |   |   |        |        |        |        |        |  |
|  |             | M Kestelboim C Ugo Carabelli        | M Kestelboim C Ugo Carabelli        | 6           | 6           |  |  |                  |                                |                              |                     |                     |    |   |            |                                       | 2                                     | Guido Andreozzi Guillermo Durán | Guido Andreozzi Guillermo Durán | 3 | 2 |        |        |        |        |        |  |
|  | WC          | F Aguilar Cardozo J Aguilar Cardozo | F Aguilar Cardozo J Aguilar Cardozo | 4           | 0           |  |  |                  | M Kestelboim C Ugo Carabelli   | M Kestelboim C Ugo Carabelli | 6                   | 7                   |    |   |            |                                       |                                       |                                 |                                 |   |   |        |        |        |        |        |  |
|  | Alt         | R Albot A Cozbinov                  | 3                                   | 6           | [10]        |  |  | Alt              | R Albot A Cozbinov             | R Albot A Cozbinov           | 4                   | 5                   |    |   |            |                                       |                                       |                                 |                                 |   |   |        |        |        |        |        |  |
|  | 3           | O Luz M Zormann                     | 6                                   | 2           | [7]         |  |  |                  |                                |                              |                     |                     |    |   |            | M Kestelboim C Ugo Carabelli          | M Kestelboim C Ugo Carabelli          | 6                               | 4                               |   |   |        |        |        |        |        |  |
|  |             | RA Burruchaga JB Torres             | 67                                  | 7           | [4]         |  |  |                  |                                | 2                            | G Andreozzi G Durán | G Andreozzi G Durán | 78 | 6 |            |                                       |                                       |                                 |                                 |   |   |        |        |        |        |        |  |
|  |             | L Darderi A Giannessi               | 79                                  | 62          | [10]        |  |  |                  | L Darderi A Giannessi          | L Darderi A Giannessi        | 4                   | 2                   |    |   |            |                                       |                                       |                                 |                                 |   |   |        |        |        |        |        |  |
|  |             | A Collarini R Olivo                 | 3                                   | 7           | [10]        |  |  | 2                | G Andreozzi G Durán            | G Andreozzi G Durán          | 6                   | 6                   |    |   |            |                                       |                                       |                                 |                                 |   |   |        |        |        |        |        |  |
|  | 2           | G Andreozzi G Durán                 | 6                                   | 5           | [12]        |  |  |                  |                                |                              |                     |                     |    |   |            |                                       |                                       |                                 |                                 |   |   |        |        |        |        |        |  |